# Weston Island
Weston Island ist eine kanadische Insel in der Hudson Bay im Territorium Nunavut. Sie liegt in der James Bay, dem südlichen Ausläufer der Hudson Bay. Die unregelmäßig geformte Insel misst von Norden nach Süden 5,2 Kilometer. Im Süden ist die Insel 7,2 Kilometer breit, nach Norden wird sie schmaler und ist an ihrer dünnsten Stelle weniger als einen Kilometer breit. Im Süden erreicht die Insel eine maximale Höhe von über 40 Metern.
Die subarktische Insel Weston Island liegt etwa auf derselben geographischen Breite wie der NRW-Nordpunkt.